# Asesinato de Susan Poupart
Susan Poupart (nacida el 12 de noviembre de 1960 - Lac du Flambeau, Wisconsin; 20 de mayo de 1990) fue una mujer nativoamericana que desapareció en mayo de 1990. Su cadáver fue descubierto seis meses después. El asesinato sigue sin resolverse, aunque en 2007 se detuvo a un hombre para interrogarlo por su muerte. Además, otro par de hombres quedaron bajo sospecha.

## Caso
Poupart, madre de dos hijos, fue vista por última vez el 20 de mayo de 1990 con dos hombres tras salir de una fiesta en la localidad de Lac du Flambeau, ubicada en Wisconsin, a las 4 de la madrugada. Según un testigo, al parecer la obligaron a subir a un vehículo. Seis meses después de su desaparición, el 22 de noviembre de 1990, unos cazadores descubrieron sus restos en el parque nacional de Chequamegon-Nicolet.
Tras testificar ante el tribunal, los dos hombres con los que se la vio por última vez negaron haberla secuestrado, alegando que iban a llevarla a casa, pero que la dejaron cerca de una escuela. El 22 de noviembre de 1990, su bolso y su identificación fueron descubiertos debajo de unos árboles talados. Posteriormente se encontraron parte de sus restos; al parecer había sido agredida sexualmente. También se encontraron cinta adhesiva y plástico, lo que indica que su asesino o asesinos habían intentado ocultar el cadáver.

## Acontecimientos posteriores
En 2007, un hombre compareció varias veces ante el tribunal tras ser acusado de estar implicado en la muerte de Susan Poupart, pero los cargos fueron posteriormente desestimados después de que los testigos se negaran a comparecer, aunque al parecer declararon varios más. Los dos hombres vistos con Poupart después de la fiesta se consideran personas de interés, junto con el otro hombre. Se siguieron realizando entrevistas sobre el caso entre los tres, pero los hombres han aportado poco para ayudar a las autoridades.
En 2014, se realizaron pruebas de ADN a las pruebas tras los avances tecnológicos, pero no se descubrieron nuevas pistas. Las sospechas han seguido circulando por la zona sobre los posibles responsables del asesinato, aunque se cree que la mayoría de las personas han ocultado su conocimiento "por miedo".
Se creó una valla publicitaria a lo largo de la autopista 47 detallando el caso, con la esperanza de recibir pistas sobre el caso, con cierto éxito. Los investigadores informaron que recibieron información sobre el caso en 2016, lo que ayudó un poco al caso.